# Karl Gatzweiler
Karl Gatzweiler (* 1. September 1920; † 24. Juli 1997 in Sankt Augustin) war ein deutscher Kommunalpolitiker (CDU). Er war Bürgermeister des Amtes Menden sowie der Gemeinde und späteren Stadt Sankt Augustin.

## Leben
Gatzweiler wuchs in Mülheim an der Ruhr auf und studierte nach dem Zweiten Weltkrieg Forstwirtschaft an der Georg-August-Universität Göttingen. Bis zum Eintritt in den Ruhestand 1984 arbeitete er als Forstdirektor in Eitorf.
Von 1961 bis 1969 war er Mitglied im Kreistag des Siegkreises, anschließend bis 1970 des Rhein-Sieg-Kreises. 
1963 rückte Gatzweiler in den Rat der damaligen Gemeinde Hangelar nach, ein Jahr später wurde er als Nachfolger von Reinold Hagen zum Bürgermeister des Amtes Menden gewählt. Nach der kommunalen Neuordnung 1969 wurde Gatzweiler erster Bürgermeister der neu gegründeten Gemeinde Sankt Augustin. Während seiner Amtszeit erhielt die Gemeinde 1977 die Stadtrechte, die Einwohnerzahl wurde mehr als verdoppelt und ein neues Stadtzentrum entstand. 1989 kandidierte Gatzweiler nicht erneut als Bürgermeister, sein Nachfolger wurde Wilfried Wessel (CDU). 
Von 1970 bis 1975 sowie ab 1977 fungierte er zudem als Ortsvorsteher von Sankt Augustin-Ort. 1991 legte Gatzweiler dieses Amt sowie sein Ratsmandat nieder.

## Ehrungen
- Bundesverdienstkreuz am Bande (1970)
- Verdienstkreuz 1. Klasse des Verdienstordens der Bundesrepublik Deutschland (1981)
- Ehrenbürger der Stadt Sankt Augustin (1989)
- Verdienstorden des Landes Nordrhein-Westfalen (1993)

Nach seinem Tod wurde der Rathausvorplatz im Sankt Augustiner Zentrum, die sogenannte Marktplatte, in Karl-Gatzweiler-Platz umbenannt.